# Raadhika
Pour les articles homonymes, voir Radhika.
Raadhikaa Sarathkumar, plus connue sous le nom de scène Raadhikaa (née le 21 août 1962), est une actrice du cinéma indien, une entrepreneur et une productrice de cinéma qui travaille principalement dans le cinéma tamoul et télougou. Elle a également joué dans des films en malayalam, en hindi et en kannada et est apparue dans 350 films au cours de sa carrière. Elle est la fondatrice et la présidente de Radaan Mediaworks India Limited (ta) et réalise des séries dans la plupart des langues du sud de l'Inde.

## Biographie
Raadhika est directrice de la création de la série télévisée Kizhakku Vaasal (193 épisodes de 2023 à 2024).